# Larentiinae
Die Larentiinae sind eine große Unterfamilie der Spanner (Geometridae), die zu den Nachtfaltern innerhalb der Schmetterlinge gerechnet werden. Weltweit werden derzeit über 5.700 Arten zu dieser Unterfamilie gerechnet. Über 250 Arten kommen in Mitteleuropa vor.

## Merkmale
Größe, Färbung und Zeichnung der Falter sind sehr unterschiedlich. Die meisten Arten besitzen einen Saugrüssel, um damit Nahrung aufzunehmen. Viele Arten leben an Laubbäumen, andere an krautigen Pflanzen. Die Eier gehören meist zum flachen Typ, d. h., sie werden seitlich an die Oberfläche der Futterpflanze geklebt. Die Raupen haben in der Regel keine Fortsätze.

## Systematik
Innerhalb der Unterfamilie werden je nach Autor noch bis zu 22 Tribus unterschieden, deren Umfang und Gültigkeit noch immer umstritten sind. Daher werden hier nur die in Mitteleuropa vorkommenden Gattungen aufgelistet.
- Unterfamilie Larentiinae Duponchel, 1845
  - Tribus Asthenini Warren, 1894
    - Gattung Asthena Hübner, 1825
    - Gattung Euchoeca Hübner, 1823
    - Gattung Hydrelia Hübner, 1825
      - Braungestreifter Erlen-Spanner (Hydrelia sylvata)
      - Gelbgestreifter Erlen-Spanner (Hydrelia flammeolaria)

    - Gattung Minoa Treitschke, 1825
      - Wolfsmilchspanner (oder Mausspanner) (Minoa murinata)

    - Gattung Venusia Curtis, 1839
      - Bergulmen-Spanner (Venusia blomeri)

  - Tribus Cataclysmini Herbulot, 1962
    - Gattung Cataclysme Hübner, 1825
      - Hügelmeisterspanner (Cataclysme riguata)

    - Gattung Phibalapteryx Stephens, 1829

  - Tribus Chesiadini Stephens, 1850
    - Gattung Amygdaloptera Gumppenberg, 1887
    - Gattung Aplocera Stephens, 1827
      - Großer Johanniskraut-Spanner (Aplocera plagiata)
      - Bergheiden-Johanniskraut-Spanner (Aplocera praeformata)

    - Gattung Carsia Hübner, 1825 
      - Moosbeerenspanner (Carsia sororiata)

    - Gattung Chesias Treitschke, 1825
      - Später Ginsterspanner (Chesias legatella)
      - Früher Ginsterspanner (Chesias rufata)

    - Gattung Docirava Walker, 1863
    - Gattung Lithostege Hübner, 1825
      - Lithostege griseata (Denis & Schiffermüller, 1775)
      - Lithostege farinata (Hufnagel, 1767)

    - Gattung Odezia Boisduval, 1840
      - Schwarzspanner (Odezia atrata) (Linnaeus, 1758)

    - Gattung Schistostege Hübner, 1825
      - Schistostege decussata

  - Tribus Cidariini Duponchel, 1845
    - Gattung Almeria Agenjo, 1949
    - Gattung Chloroclysta Hübner, 1825
      - Olivgrüner Bindenspanner (Chloroclysta siterata)
      - Grüner Blütenspanner (Chloroclystis v-ata)

    - Gattung Cidaria Treitschke, 1825
      - Gelber Rosen-Bindenspanner (Cidaria fulvata)

    - Gattung Coenotephria Prout, 1914
      - Großer Felsen-Bindenspanner (Coenotephria tophaceata)

    - Gattung Colostygia Hübner, 1825
      - Colostygia kollariaria
      - Prachtgrüner Bindenspanner (Colostygia pectinataria)
      - Labkraut-Alpenspanner (Colostygia turbata)

    - Gattung Cosmorhoe Hübner, 1825 
      - Schwarzaugen-Bindenspanner (Cosmorhoe ocellata)

    - Gattung Dysstroma Hübner, 1825
      - Spitzwinkel-Bindenspanner (Dysstroma citrata)
      - Möndchenflecken-Bindenspanner (Dysstroma truncata)

    - Gattung Ecliptopera Warren, 1894
      - Gelbköpfiger Springkraut-Blattspanner (Ecliptopera capitata)
      - Braunleibiger Springkrautspanner (Ecliptopera silaceata)

    - Gattung Electrophaes Prout, 1923
      - Zweifarbiger Laubholz-Bindenspanner (Electrophaes corylata)

    - Gattung Eulithis Hübner, 1821
      - Dunkelbrauner Haarbüschelspanner (Eulithis prunata)
      - Honiggelber Haarbüschelspanner (Eulithis mellinata)
      - Bräunlichgelber Haarbüschelspanner (Eulithis testata)

    - Gattung Eustroma Hübner, 1825
      - Netzspanner (Eustroma reticulata)

    - Gattung Gandaritis Moore, 1868
    - Gattung Heterothera Inoue, 1943
    - Gattung Lampropteryx Stephens, 1831 
      - Labkraut-Bindenspanner (Lampropteryx suffumata (Denis & Schiffermüller, 1775))

    - Gattung Nebula Bruand, 1846
    - Gattung Pennithera Viidalepp, 1980
    - Gattung Plemyria Hübner, 1825
      - Milchweißer Bindenspanner (Plemyria rubiginata)

    - Gattung Thera Stephens, 1831
      - Grauer Wacholder-Nadelholzspanner (Thera juniperata)
      - Zweibrütiger Kiefern-Nadelholzspanner (Thera obeliscata)
      - Weißtannen-Nadelholzspanner (Thera vetustata)

  - Tribus Euphyiini Herbulot, 1961
    - Gattung Euphyia Hübner, 1825
      - Gelbgrüner Winkelspanner (Euphyia frustata)

  - Tribus Eupitheciini Tutt, 1896
    - Gattung Chloroclystis Hübner, 1825
      - Grüner Blütenspanner (Chloroclystis v-ata)

    - Gattung Eupithecia Curtis, 1825
      - Eupithecia actaeata
      - Hopfen-Blütenspanner (Eupithecia assimilata)
      - Mondfleckiger Blütenspanner (Eupithecia centaureata)
      - Feldbeifuß-Blütenspanner (Eupithecia innotata)
      - Gänsefuß-Blütenspanner (Eupithecia sinuosaria)
      - Nadelgehölz-Blütenspanner (Eupithecia tantillaria)
      - Geschmückter Taubenkropf-Blütenspanner (Eupithecia venosata)
      - Goldruten-Blütenspanner (Eupithecia virgaureata)

    - Gattung Gymnoscelis Mabille, 1868
      - Rotgebänderter Blütenspanner (Gymnoscelis rufifasciata)

    - Gattung Pasiphila Warren, 1895
      - Graugrüner Apfel-Blütenspanner (Pasiphila rectangulata)

  - Tribus Hydriomenini Meyrick, 1872 
    - Gattung Hydriomena Hübner, 1825
      - Heidelbeer-Palpenspanner (Hydriomena furcata) (Thunberg & Borgstroem, 1784)
      - Erlenhain-Blattspanner (Hydriomena impluviata) (Denis & Schiffermüller, 1775)
      - Weiden-Palpenspanner (Hydriomena ruberata) (Freyer, 1831)

  - Tribus Larentiini Duponchel, 1845
    - Gattung Anticlea Stephens, 1831
      - Schwarzbinden-Rosen-Blattspanner (Anticlea derivata)
      - Anticlea multiferata (Walker, 1863)

    - Gattung Antilurga Herbulot, 1951
    - Gattung Disclisioprocta Wallengren, 1861
    - Gattung Earophila Gumppenberg, 1887
    - Gattung Entephria Hübner, 1825
    - Gattung Herbulotina Pinker, 1969
    - Gattung Larentia Treitschke, 1825
      - Malven-Blattspanner (Larentia clavaria)

    - Gattung Mattia Viidalepp, 2009
    - Gattung Mesoleuca Hübner, 1825
      - Brombeer-Blattspanner (Mesoleuca albicillata)

    - Gattung Pelurga Hübner, 1825
      - Melden-Blattspanner (Pelurga comitata)

    - Gattung Spargania Guenée, 1857 
      - Schwarzweißer Weidenröschenspanner (Spargania luctuata)

  - Tribus Melanthiini Duponchel, 1845
    - Gattung Anticollix Prout, 1938
    - Gattung Coenocalpe Hübner, 1825
    - Gattung Horisme Hübner, 1825
      - Dunkelbrauner Waldrebenspanner (Horisme corticata)
      - Zweifarbiger Waldrebenspanner (Horisme vitalbata)

    - Gattung Melanthia Duponchel, 1829
      - Melanthia alaudaria

  - Tribus Operophterini Packard, 1876
    - Gattung Epirrita Hübner, 1808
      - Buchenwald-Herbstspanner (Epirrita christyi)

    - Gattung Malacodea Tengstrom, 1869
    - Gattung Operophtera Hübner, 1825
      - Kleiner Frostspanner (Operophtera brumata)
      - Buchen-Frostspanner (Operophtera fagata)

  - Tribus Perizomini Herbulot, 1962
    - Gattung Perizoma Hübner, 1825
      - Dunkler Lichtnelken-Kapselspanner (Perizoma affinitata)
      - Klappertopf-Kapselspanner (Perizoma albulata)
      - Hohlzahn-Kapselspanner (Perizoma alchemillata)
      - Zahntrost-Kapselspanner (Perizoma bifaciata)
      - Augentrost-Kapselspanner (Perizoma blandiata)
      - Gelber Lichtnelken-Kapselspanner (Perizoma flavofasciata)
      - Felsen-Kapselspanner (Perizoma hydrata)
      - Perizoma incultaria
      - Jura-Kapselspanner (Perizoma juracolaria)
      - Enzian-Kapselspanner (Perizoma obsoletata)

    - Gattung Gagitodes Warren, 1893
      - Wiesenrauten-Kapselspanner (Gagitodes sagittata)

    - Gattung Martania Mironov, 2000
    - Gattung Mesotype Hübner, 1825
      - Parallelbindiger Kräuterspanner (Mesotype parallelolineata)
      - Bergmatten-Kräuterspanner (Mesotype verberata)

    - Gattung Pseudobaptria Inoue, 1982

  - Tribus Phileremini Pierce, 1914
    - Gattung Philereme Hübner, 1825

  - Tribus Rheumapterini Herbulot, 1961
    - Gattung Hospitalia AgInsert person-templateenjo, 1950
    - Gattung Hydria Hübner, 1822
    - Gattung Pareulype Herbulot, 1951
    - Gattung Rheumaptera Hübner, 1822
      - Großer Berberitzenspanner (Rheumaptera cervinalis)
      - Großer Speerspanner (Rheumaptera hastata)

    - Gattung Triphosa Stephens, 1829
      - Olivbrauner Höhlenspanner (Triphosa dubitata)

  - Tribus Solitaneini Leraut, 1980
    - Gattung Baptria Hübner, 1825
      - Trauerspanner (Baptria tibiale)

    - Solitanea Djakonov, 1924

  - Tribus Stamnodini
    - Gattung Stamnodes Guenee, 1858

  - Tribus Trichopterygini Warren, 1894
    - Gattung Acasis Duponchel, 1845
    - Gattung Celonoptera Lederer, 1862
    - Gattung Epilobophora Inoue, 1943
    - Gattung Episauris Rebel, 1898
    - Gattung Lobophora Curtis, 1825
    - Gattung Nothocasis Prout, 1936
    - Gattung Oulobophora Staudinger, 1892
    - Gattung Pterapherapteryx Curtis, 1825
    - Gattung Trichopteryx Hübner, 1825

  - Tribus Xanthorhoini Pierce, 1914
    - Gattung Camptogramma Stephens, 1831
      - Ockergelber Blattspanner (Camptogramma bilineata)

    - Gattung Catarhoe Herbulot, 1951
    - Gattung Costaconvexa Agenjo, 1949
    - Gattung Epirrhoe Hübner, 1825
      - Graubinden-Labkrautspanner (Epirrhoe alternata)
      - Hellgrauer Labkrautspanner (Epirrhoe molluginata)
      - Weißbinden-Labkrautspanner (Epirrhoe rivata)

    - Gattung Juxtephria Viidalepp, 1976
    - Gattung Nycterosea Hulst, 1896
    - Gattung Orthonama Hübner, 1825
    - Gattung Protorhoe Herbulot, 1951
    - Gattung Psychophora Kirby, 1824
    - Gattung Scotopteryx Hübner, 1825
      - Zweipunkt-Wellenstriemenspanner (Scotopteryx bipunctaria)
      - Braunbinden-Wellenstriemenspanner (Scotopteryx chenopodiata)
      - Scotopteryx coelinaria
      - Braungrauer Wellenstriemenspanner (Scotopteryx luridata)
      - Winkelbinden-Wellenstriemenspanner (Scotopteryx moeniata)

    - Gattung Xanthorhoe Hübner, 1825
      - Springkraut-Blattspanner (Xanthorhoe biriviata)
      - Dunkler Rostfarben-Blattspanner (Xanthorhoe ferrugata)
      - Garten-Blattspanner (Xanthorhoe fluctuata)

Die Gattung Lythria Hübner, 1823 und die Art Lythria cruentaria (Hufnagel, 1767) wurde 2008 von der Unterfamilie Larentiinae in die Unterfamilie Sterrhinae transferiert.